# Edward Larocque Tinker
Edward Larocque Tinker (* 12. September 1881 in New York; † 6. Juli 1968 ebenda) war ein US-amerikanischer Schriftsteller und Philanthrop. Er interessierte sich für lateinamerikanische Kultur.

## Leben
Tinker war ein Enkel des Anwalts Joseph Larocque, seine Mutter war Louise (Larocque) Tinker und sein Vater war Henry Champlin Tinker. Er studierte Rechtswissenschaften an der Columbia University und erwarb Doktortitel an den Universitäten von Paris und Madrid. Er beschäftigte sich mit der spanischen Kultur in Lateinamerika, der Iberischen Halbinsel und den Vereinigten Staaten.
1959 gründete er mit seiner zweiten Frau Frances McKee Tinker in Erinnerung an seine Frau Frances McKee Tinker, seinen Vater Henry Champlin Tinker und seinen Großvater Edward Greenfield Tinker die Tinker Foundation mit dem Ziel „to promote the development of an equitable, sustainable and productive society in Latin America.“.
Die Bibliothek Edward Larocque Tinker befindet sich im Harry Ransom Center der University of Texas at Austin.

## Veröffentlichungen (Auswahl)
- Lafcadio Hearn's American Days, 1924
- Closed Shutters: Old New Orleans – the Eighties, 1931
- Les écrits de langue française en Louisiane au XIXe siècle, 1932
- The horsemen of the Americas and the literature they inspired, 1953
- Gombo Comes to Philadelphia1957
- Life and Literature of the Pampas, 1961
- Centaurs of Many Lands, 1964